# Les Mordus de la vidéo
Les Mordus de la vidéo est une émission de télévision française adaptée du format québécois Drôle de vidéo par Guy Cloutier. L'émission était présentée par le duo comique Cherer & Cherer (Pierre-Jean Cherer et Denis Cherer), et diffusée du 14 juillet 1990 au 13 octobre 1990 La Cinq.

## Historique
Le concept est à l'origine une émission japonaise Kato-chan Ken-chan Gokigen TV dans laquelle les téléspectateurs peuvent envoyer leurs vidéos personnelles, et diffusée à partir du 11 janvier 1986 sur Tokyo Broadcasting System.
Puis America's Funniest Home Videos est développée à la télévision américaine. L'émission a débuté le 26 novembre 1989 comme une émission spéciale puis à partir du 14 janvier 1990 de manière régulière sur le réseau ABC.
Tandis que TF1 lançait dès le 8 juillet 1990, Vidéo gag, directement adapté de America's Funniest Home Videos;
La Cinq programmait dès le 14 juillet 1990 - avec moins de succès - Les Mordus de la vidéo, directement adapté de la version québécoise Drôle de vidéo par Guy Cloutier.

## Principe
Le but de l'émission est de présenter des florilèges d'extraits de vidéos amateurs ayant un caractère comique (principalement des chutes ou des coups portés par inadvertance), diffusés ensemble par thèmes, avec une musique d'ambiance ou du doublage parodique entre protagonistes. 
Les thèmes les plus courants sont animaux, enfants, mariages, sports, sports d'hiver, bricolage, etc.
À la fin de l'émission, un des extraits est élu meilleur gag de l'émission et le propriétaire de la vidéo reçoit une récompense.
L'émission s'est arrêtée faute d'audience.